# Cestice
Cestice (Hongaars: Szeszta) is een Slowaakse gemeente in de regio Košice, en maakt deel uit van het district Košice-okolie.
Cestice telt 821 inwoners.
De gemeente maakt deel uit van de etnisch Hongaarse regio langs de grens. In het dorp is ongeveer 40% van de inwoners Hongaarstalig.